# Mirza Fatali Ahundov
Mirza Fatali Ahundov, azebajdžanski pisatelj in filozof, * 12. julij 1812, † 27. februar 1878, Tbilisi.
Ahundov je eden najpomembnejših azerbajdžanskih pisateljev, saj je sestavil novo azerbajdžansko abecedo.
Sprva je pisal pod vplivom francoskih pisateljev, nato pa Gogolja in Puškina.
Bil je ustanovitelj narodnega gledališča.

## Dela
- Tri pisma indijskega princa Kemal-ed-Dovla perzijskemu princu Dželab-ed-Dovlu
- Prevarane zvezde
- Hati Hara
- Skopuhov doživljaj